# Manuel Valls
Manuel Valls (Barcelona, 13 de agosto de 1962) é um político francês de linhagem hispano-suíça do Partido Socialista (PS), ex-conselheiro de Barcelona de 15 de junho de 2019 a 30 de agosto de 2021. Anteriormente, havia sido ministro francês do Interior de 16 de maio de 2012 a 1 de abril de 2014 e primeiro-ministro da França de 1 de abril de 2014 até 6 de dezembro de 2016, quando anunciou sua candidatura às eleições presidenciais francesas de 2017. Foi nomeado primeiro-ministro pelo presidente François Hollande.

## Carreira
Filho do pintor espanhol Xavier Valls e a atriz suíça, do cantão ticino, Luisangela Galfetti, o jovem Manuel Valls passou muitos anos da infância e adolescência na Suíça com os avós maternos. Iniciou sua militância política aos 17 anos com ideias perto de Michel Rocard, o líder da segunda esquerda, uma corrente considerada mais pragmática e liberal do que a de François Mitterrand.  A Valls é atribuído liderar a ala direita e centralista do partido; ele se descreve como "blairista" e "clintonista", em alusão aos seus modelos Tony Blair e Bill Clinton. Assim, ele exige, entre outras coisas, uma reformulação do conceito de socialismo no programa do partido, e critica a redistribuição e transferências orçamentais excessivas.
Como prefeito de um município com uma elevada percentagem de imigrantes, especialmente do Norte da África e África subsariana, ele apelou a uma maior integração dessas pessoas. Devido a estas posições, ganhou fortes críticas de partes mais à esquerda do partido. Martine Aubry publicou uma carta aberta a Valls, para que abandonasse o partido, uma vez que tais intervenções prejudicariam o PS e as suas posições políticas não são as do partido. Valls, no entanto, confirmou, na ocasião, que queria ficar no partido.
Depois de ter sido responsável pela comunicação do Partido Socialista nos anos 1990, foi eleito deputado de Essonne, em 2002 e 2007. Sua tendência política é próxima da linha do Partido Trabalhista britânico, sob a liderança de Tony Blair. Ex-fidelíssimo de Dominique Strauss-Kahn, tem vista para as questões fiscais e questões de segurança pública, de que é considerado um especialista por sua liderança efetiva. De 2001 a 2012, foi prefeito de Evry, e de 2002 a 2012, deputado do departamento de Essonne na Assembleia Nacional. Valls já havia trabalhado antes em várias funções como consultor no governo de Lionel Jospin.
No outono de 2011, Valls foi candidato nas primárias do Partido Socialista para a eleição presidencial de 2012, mas desistiu, após obter somente 6% dos votos no primeiro escrutínio. Antes da segunda votação no dia 16 de outubro, ele renunciou em favor de François Hollande. Desde 16 de maio de 2012, foi ministro do Interior da França. Na sequência da demissão de Jean-Marc Ayrault em 31 de março de 2014, o presidente Hollande nomeou Manuel Valls como seu sucessor no cargo de primeiro-ministro. Ele ficou no cargo até dezembro de 2016.

### Vida Privada
Valls casou-se em 1987 com Nathalie Soulie, com quem teve quatro filhos. Depois de um divórcio, casou-se em 2010 com a violinista Anne Gravoin.
Em 14 de setembro de 2019 casou-se com Susana Gallardo, herdeira dos laboratórios Almirall numa propriedade da noiva nas ilhas Baleares.

## Publicações
- La Laïcité en face, entretiens avec Virginie Malabard, éditions Desclée de Brouwer, 2005, ISBN 978-2220056456
- Les Habits neufs de la gauche, éditions Robert Laffont, 2006
- Pour en finir avec le vieux socialisme… et être enfin de gauche, entretien avec Claude Askolovitch, Robert Laffont, 2008
- Pouvoir, éditions Stock, 2010
- Sécurité : la gauche peut tout changer, éditions du Moment, April 2011, ISBN 978-2354171186
- L'énergie du changement - Abécédaire optimiste, éditions Eyrolles, 2011, détaille sous forme d'abécédaire son programme de campagne des primaires [5]
- La Laïcité en France, éditions Desclée De Brouwer, 2013